# Reuterteich
Reuterteich ist ein Weiler der Gemeinde Seedorf (Kreis Segeberg) in Schleswig-Holstein. Die Siedlung liegt ca. einen  Kilometer südlich des Ortskerns Schlamersdorf.

## Geschichte
Der kleine Weiler gehörte einst zum Gut Seedorf und war kirchlich dem Kirchspiel Schlamersdorf zugeordnet. Ursprünglich wurde die aus einem Einzelgehöft hervorgegangene Siedlung als Rütersoll (= Teich, stehendes Wasser) bezeichnet.
In einem Auszug aus der Topographie des Herzogthums Holstein von 1841 wird Reuterteich als „Vollhufe“ (Vollhof) erwähnt und zu Schlamersdorf zugehörig betrachtet.
Reuterteich hatte früher für die Landwirtschaft der Gemeinde Seedorf eine große Bedeutung. Eine 1912 errichtete Privatmeierei wurde 1930 von einer Meiereigenossenschaft aufgekauft, an der rund 200 Landwirte entsprechend ihrer Kuhzahlen Geschäftsanteile besaßen. Ursprünglich wurde aus der angelieferten Milch nur Butter und Magermilch hergestellt. Die Verarbeitungsmaschinen wurden dabei zentral von einer Dampfmaschine angetrieben, deren Abdampf diente der Warmwassererzeugung.
Nach dem Ende des Zweiten Weltkrieges wurden vom damaligen Betriebsleiter, Bruno Wessel, Überlegungen angestellt, diesen Abdampf noch besser zu nutzen und damit ein Gewächshaus zu beheizen. Nach Zustimmung des Vorstands der Meierei und des damaligen Landrates des Kreises Segeberg entstand ein Gewächshaus für die Anzucht von Gemüsepflanzen. Nach der Währungsreform wurde die Gärtnerei an den Hamburger Wirtschaftsprüfer, Franz Stolz, verkauft, der den Betrieb später seiner Frau übergab. Der Verkaufserlös wurde für den Bau einer Käserei eingesetzt, welche zunächst vorrangig Gouda-Käse, später auch Steinbuscher Käse und Tilsiter Käse herstellte. Nach Schließung der Käserei wurden das Meiereigebäude zwischenzeitlich von einer Fischräucherei genutzt, der gewerbliche Teil steht seitdem leer.
Heute besteht der Ortsteil Reuterteich aus dem ehemaligen Meiereigebäude, dem Wohnhaus der ehemaligen Gärtnerei und der Hofstelle Reuterteich. In dem um 1800 entstandenen Wohnhaus der Hofstelle befindet sich nach einer Sanierung seit 2011 eine Ferienwohnung.